# Liste des pièces de collection françaises en euro émises en 2015
 (mai 2022).
Liste des émissions de pièces de collection françaises en euro durant l'année 2015.
| Série                                              | Thème                                                                                      | Valeur faciale | Poids    | Métal  | Titrage | Qualité          | Diamètre (en mm) | Tirage annoncé |
| -------------------------------------------------- | ------------------------------------------------------------------------------------------ | -------------- | -------- | ------ | ------- | ---------------- | ---------------- | -------------- |
| Le Petit Prince d'Antoine de Saint-Exupéry         | Oiseaux sauvages                                                                           | 5 €            | 1,244 g  | Or     | 999 ‰   | BE               | 14               | 5 000          |
| Le Petit Prince d'Antoine de Saint-Exupéry         | L'essentiel est invisible pour les yeux                                                    | 10 €           | 22,2 g   | Argent | 900 ‰   | BE               | 37               | 5 000          |
| Le Petit Prince d'Antoine de Saint-Exupéry         | Les étoiles sont des guides                                                                | 10 €           | 22,2 g   | Argent | 900 ‰   | BE               | 37               | 5 000          |
| Le Petit Prince d'Antoine de Saint-Exupéry         | Dessine-moi un mouton                                                                      | 10 €           | 22,2 g   | Argent | 900 ‰   | BE               | 37               | 5 000          |
| Le Petit Prince d'Antoine de Saint-Exupéry         | Dessine-moi un mouton                                                                      | 50 €           | 8,45 g   | Or     | 920 ‰   | BE               | 22               | 2 000          |
| Le Petit Prince d'Antoine de Saint-Exupéry         | Les étoiles sont les guides                                                                | 50 €           | 8,45 g   | Or     | 920 ‰   | BE               | 22               | 2 000          |
| Le Petit Prince d'Antoine de Saint-Exupéry         | L'essentiel est invisible pour les yeux                                                    | 50 €           | 8,45 g   | Or     | 920 ‰   | BE               | 22               | 2 000          |
| Le Petit Prince d'Antoine de Saint-Exupéry         | Oiseaux sauvages                                                                           | 200 €          | 31,1 g   | Or     | 999 ‰   | BE               | 37               | 1 000          |
| Europa                                             | Europa Star - La paix en Europe : 70e anniversaire de la fin de la Seconde Guerre mondiale | 5 €            | 0,5 g    | Or     | 999 ‰   | BE               | 11               | 5 000          |
| Europa                                             | Europa Star - La paix en Europe : 70e anniversaire de la fin de la Seconde Guerre mondiale | 10 €           | 22,2 g   | Argent | 900 ‰   | BE               | 11               | 1 000          |
| Europa                                             | Europa Star - La paix en Europe : 70e anniversaire de la fin de la Seconde Guerre mondiale | 50 €           | 8,45 g   | Or     | 920 ‰   | BE               | 22               | 10 000         |
| Europa                                             | Europa Star - La paix en Europe : 70e anniversaire de la fin de la Seconde Guerre mondiale | 200 €          | 31,1 g   | Or     | 999 ‰   | BE               | 37               | 500            |
| Coq                                                | Coq                                                                                        | 10 €           | 17 g     | Argent | 333 ‰   | BE               | 17               | 10 000         |
| Coq                                                | Coq                                                                                        | 100 €          | 50 g     | Argent | 900 ‰   | Qualité courante | 47               | 15 0000        |
| Coq                                                | Coq                                                                                        | 100 €          | 1,8 g    | Or     | 999 ‰   | BU               | 16               | 15 0000        |
| Coq                                                | Coq                                                                                        | 250 €          | 4,5 g    | Or     | 999 ‰   | BU               | 23               | 25 000         |
| Coq                                                | Coq                                                                                        | 1 000 €        | 20 g     | Or     | 999 ‰   | BU               | 39               | 10 000         |
| Coq                                                | Coq                                                                                        | 5 000 €        | 100 g    | Or     | 999 ‰   | BE               | 45               | 2 000          |
| Les grands personnages de la littérature française | Manon Lescaut                                                                              | 10 €           | 22,20 g  | Argent | 900 ‰   | BE               | 37               | 3 000          |
| Les grands personnages de la littérature française | Chimène                                                                                    | 10 €           | 22,2 g   | Argent | 900 ‰   | BE               | 37               | 3 000          |
| Les grands personnages de la littérature française | Tristan et Iseut                                                                           | 10 €           | 22,2 g   | Argent | 900 ‰   | BE               | 37               | 3 000          |
| Les grands personnages de la littérature française | Manon Lescaut                                                                              | 50 €           | 8,45 g   | Or     | 920 ‰   | BE               | 22               | 500            |
| Les grands personnages de la littérature française | Chimène                                                                                    | 50 €           | 8,45 g   | Or     | 920 ‰   | BE               | 22               | 500            |
| Les grands personnages de la littérature française | Tristan et Iseut                                                                           | 50 €           | 8,45 g   | Or     | 920 ‰   | BE               | 22               | 500            |
| Les valeurs de la République                       | La République                                                                              | 500 €          | 9 g      | Or     | 999 ‰   | BU               | 29               | 25 000         |
| Les valeurs de la République                       | Paix : Le Fils d'Astérix                                                                   | 50 €           | 41 g     | Argent | 900 ‰   | Qualité courante | 41               | 50 000         |
| Les valeurs de la République                       | Paix : Le Tour de Gaule d'Astérix                                                          | 50 €           | 41 g     | Argent | 900 ‰   | Qualité courante | 41               | 6 340          |
| Les valeurs de la République                       | Liberté : Le Tour de Gaule d'Astérix - Chaînes                                             | 10 €           | 17 g     | Argent | 333 ‰   | Qualité courante | 31               | 125 000        |
| Les valeurs de la République                       | Liberté : Le Tour de Gaule d'Astérix - Chevaux                                             | 10 €           | 17 g     | Argent | 333 ‰   | Qualité courante | 31               | 125 000        |
| Les valeurs de la République                       | Liberté : La Serpe d'or                                                                    | 10 €           | 17 g     | Argent | 333 ‰   | Qualité courante | 31               | 125 000        |
| Les valeurs de la République                       | Liberté : La Rose et le Glaive                                                             | 10 €           | 17 g     | Argent | 333 ‰   | Qualité courante | 31               | 125 000        |
| Les valeurs de la République                       | Liberté : Le Cadeau de César - Astérix et Obélix                                           | 10 €           | 17 g     | Argent | 333 ‰   | Qualité courante | 31               | 125 000        |
| Les valeurs de la République                       | Liberté : Le Cadeau de César - Agecanonix                                                  | 10 €           | 17 g     | Argent | 333 ‰   | Qualité courante | 31               | 125 000        |
| Les valeurs de la République                       | Liberté : Astérix chez les Bretons                                                         | 10 €           | 17 g     | Argent | 333 ‰   | Qualité courante | 31               | 125 000        |
| Les valeurs de la République                       | Liberté : La Grande Traversée                                                              | 10 €           | 17 g     | Argent | 333 ‰   | Qualité courante | 31               | 125 000        |
| Les valeurs de la République                       | Égalité : Le Cadeau de César                                                               | 10 €           | 17 g     | Argent | 333 ‰   | Qualité courante | 31               | 125 000        |
| Les valeurs de la République                       | Égalité : Le devin - Le Domaine des dieux                                                  | 10 €           | 17 g     | Argent | 333 ‰   | Qualité courante | 31               | 125 000        |
| Les valeurs de la République                       | Égalité : Le devin - Mme Agecanonix et Obélix                                              | 10 €           | 17 g     | Argent | 333 ‰   | Qualité courante | 31               | 125 000        |
| Les valeurs de la République                       | Égalité : Le devin - Bonemine et Panoramix                                                 | 10 €           | 17 g     | Argent | 333 ‰   | Qualité courante | 31               | 125 000        |
| Les valeurs de la République                       | Égalité : Astérix et Cléopâtre                                                             | 10 €           | 17 g     | Argent | 333 ‰   | Qualité courante | 31               | 125 000        |
| Les valeurs de la République                       | Égalité : Astérix gladiateur                                                               | 10 €           | 17 g     | Argent | 333 ‰   | Qualité courante | 31               | 125 000        |
| Les valeurs de la République                       | Égalité : Astérix gladiateur                                                               | 10 €           | 17 g     | Argent | 333 ‰   | Qualité courante | 31               | 125 000        |
| Les valeurs de la République                       | Égalité : Astérix aux Jeux olympiques                                                      | 10 €           | 17 g     | Argent | 333 ‰   | Qualité courante | 31               | 125 000        |
| Les valeurs de la République                       | Fraternité : Astérix aux Jeux olympiques                                                   | 10 €           | 17 g     | Argent | 333 ‰   | Qualité courante | 31               | 125 000        |
| Les valeurs de la République                       | Fraternité : Astérix en Hispanie                                                           | 10 €           | 17 g     | Argent | 333 ‰   | Qualité courante | 31               | 125 000        |
| Les valeurs de la République                       | Fraternité : Astérix chez les Bretons                                                      | 10 €           | 17 g     | Argent | 333 ‰   | Qualité courante | 31               | 125 000        |
| Les valeurs de la République                       | Fraternité : Astérix chez les Belges                                                       | 10 €           | 17 g     | Argent | 333 ‰   | Qualité courante | 31               | 125 000        |
| Les valeurs de la République                       | Fraternité : La Zizanie                                                                    | 10 €           | 17 g     | Argent | 333 ‰   | Qualité courante | 31               | 125 000        |
| Les valeurs de la République                       | Fraternité : Astérix chez les Helvètes                                                     | 10 €           | 17 g     | Argent | 333 ‰   | Qualité courante | 31               | 125 000        |
| Les valeurs de la République                       | Fraternité : La Grande Traversée                                                           | 10 €           | 17 g     | Argent | 333 ‰   | Qualité courante | 31               | 125 000        |
| Les valeurs de la République                       | Fraternité : Astérix et les Normands                                                       | 10 €           | 17 g     | Argent | 333 ‰   | Qualité courante | 31               | 125 000        |
| L'architecture                                     | 50e anniversaire du décès de Le Corbusier                                                  | 10 €           | 22,2 g   | Argent | 900 ‰   | BE               | 37               | 5 000          |
| Les grands navires Français                        | Le paquebot La Gironde                                                                     | 10 €           | 22,2 g   | Argent | 900 ‰   | BE               | 37               | 3 000          |
| Les grands navires Français                        | Le croiseur Colbert                                                                        | 10 €           | 22,2 g   | Argent | 900 ‰   | BE               | 37               | 3 000          |
| Les grands navires Français                        | Le vaisseau amiral Soleil Royal                                                            | 10 €           | 22,2 g   | Argent | 900 ‰   | BE               | 37               | 3 000          |
| Les grands navires Français                        | La Gironde                                                                                 | 50 €           | 163,80 g | Argent | 950 ‰   | BE               | 22               | 250            |
| Les grands navires Français                        | La Gironde                                                                                 | 50 €           | 8,45 g   | Or     | 920 ‰   | BE               | 22               | 500            |
| Les grands navires Français                        | Le Corbustier                                                                              | 50 €           | 8,45 g   | Or     | 920 ‰   | BE               | 22               | 500            |
| Les grands navires Français                        | Le croiseur Colbert                                                                        | 50 €           | 163,80 g | Argent | 950 ‰   | BE               | 50               | 250            |
| Les grands navires Français                        | Le croiseur Colbert                                                                        | 50 €           | 8,45 g   | Or     | 920 ‰   | BE               | 22               | 500            |
| Les grands navires Français                        | Le Soleil Royal                                                                            | 50 €           | 8,45 g   | Or     | 920 ‰   | BE               | 22               | 500            |
| Les grands navires Français                        | Le Soleil Royal                                                                            | 50 €           | 163,80 g | Argent | 950 ‰   | BE               | 50               | 250            |
| Les hommes et les femmes au XXe siècle             | 100e anniversaire des fraternisations de noël                                              | 10 €           | 22,2 g   | Argent | 900 ‰   | BE               | 37               | 5 000          |
| L'histoire de France                               | François Mitterrand                                                                        | 10 €           | 22,2 g   | Argent | 900 ‰   | BE               | 37               | 5 000          |
| L'histoire de France                               | Charles de Gaulle                                                                          | 10 €           | 22,2 g   | Argent | 900 ‰   | BE               | 37               | 5 000          |
| L'histoire de France                               | Raymond Poincaré                                                                           | 10 €           | 22,2 g   | Argent | 900 ‰   | BE               | 37               | 5 000          |
| L'histoire de France                               | François Mitterrand                                                                        | 50 €           | 8,45 g   | Or     | 920 ‰   | BE               | 22               | 1 000          |
| L'histoire de France                               | Charles de Gaulle                                                                          | 50 €           | 8,45 g   | Or     | 920 ‰   | BE               | 22               | 1 000          |
| L'histoire de France                               | Raymond Poincaré                                                                           | 50 €           | 8,45 g   | Or     | 920 ‰   | BE               | 22               | 1 000          |
| L'histoire de France                               | Charles de Gaulle                                                                          | 200 €          | 31,1 g   | Or     | 999 ‰   | BE               | 37               | 500            |
| Patrimoine mondial de l'UNESCO                     | Les Invalides et le Grand Palais                                                           | 10 €           | 22,2 g   | Argent | 900 ‰   | BE               | 37               | 5 000          |
| Patrimoine mondial de l'UNESCO                     | Les Invalides et le Grand Palais                                                           | 50 €           | 8,45 g   | Or     | 920 ‰   | BE               | 22               | 2 000          |
| Patrimoine mondial de l'UNESCO                     | Les Invalides et le Grand Palais                                                           | 200 €          | 31,1 g   | Or     | 999 ‰   | BE               | 37               | 500            |
| Semeuse                                            | Le franc à cheval                                                                          | 10 €           | 22,2 g   | Argent | 900 ‰   | BE               | 37               | 5 000          |
| Semeuse                                            | Le franc à cheval                                                                          | 50 €           | 8,45 g   | Or     | 920 ‰   | BE               | 22               | 1 000          |
| Semeuse                                            | Le franc à cheval                                                                          | 100 €          | 17 g     | Or     | 920 ‰   | BE               | 31               | 500            |
| Astrologie chinoise                                | Année de la chèvre                                                                         | 10 €           | 22,2 g   | Argent | 900 ‰   | BE               | 37               | 10 000         |
| Astrologie chinoise                                | Année de la chèvre                                                                         | 50 €           | 8,45 g   | Or     | 920 ‰   | BE               | 22               | 500            |
| Sport                                              | Coupe du monde de rugby à XV                                                               | 10 €           | 14,5 g   | Argent | 900 ‰   | BE               | 38               | 5 000          |
| Sport                                              | Coupe du monde de rugby à XV                                                               | 50 €           | 8,45 g   | Or     | 920 ‰   | BE               | 22               | 1 000          |
| Sport                                              | Coupe du monde de rugby à XV                                                               | 200 €          | 31,1 g   | Or     | 999 ‰   | BE               | 37               | 500            |
| Excellence à la française                          | Manufacture de Sèvres                                                                      | 10 €           | 16,8 g   | Argent | 900 ‰   | BE               | 37               | 5 000          |
| Excellence à la française                          | Manufacture de Sèvres                                                                      | 50 €           | 8,45 g   | Or     | 920 ‰   | BE               | 22               | 1 000          |
| Excellence à la française                          | Manufacture de Sèvres                                                                      | 200 €          | 31,1 g   | Or     | 999 ‰   | BE               | 37               | 500            |
| Les hommes et les femmes dans la Grande Guerre     | La vie civile en période de fêtes en décembre 1915                                         | 50 €           | 163,8 g  | Argent | 950 ‰   | BE               | 50               | 500            |
| Les hommes et les femmes dans la Grande Guerre     | La vie civile en période de fêtes en décembre 1915                                         | 50 €           | 8,45 g   | Or     | 920 ‰   | BE               | 22               | 1 915          |

Source : Arrêté
Légende :
- BE : Belle épreuve
- BU : Brillant universel
- g : Gramme
- ‰ : Pour mille